# 突厥攻扰晋阳之战
突厥攻扰晋阳之战，隋炀帝大业十三年（617年）五月，东突厥攻扰隋朝晋阳（今山西省太原市西南古城营西古城）的作战。
617年五月十七日，突厥数万兵马侵犯晋阳，轻骑兵从外城北门进入，又从东门出去。隋朝太原留守李渊命晋阳宮副监裴寂等人率兵防备，命令把各城门全部打开。突厥不知隋军虚实，不敢贸然来攻。李渊部将王康达率兵千余出战，全部战死。
当时李渊决心起兵反隋，为了保存实力，派军队夜间悄悄出城，天明则张旗鸣鼓从别的道路上开来，让突厥以为援軍陆续赶到。突厥人始终疑患，在城外逗留两天，大掠而走。此役，李渊心怀他志，为保存实力，制造假象，计退突厥。